# Pablo Tusset
Pablo Tusset (* 1965 in Barcelona) ist ein Pseudonym des spanischen Schriftstellers David Homedes Cameo.
Über Pablo Tusset ist wenig bekannt. Nach der Biographie seines deutschen Verlages wurde er 1965 geboren, arbeitete als Maurergehilfe, Möbelpacker, Straßenverkäufer, Nachtwächter, Grafiker, Tankwart, Blumenverkäufer und Programmierer. In Spanien stand sein erster Roman, Das Beste, was einem Croissant passieren kann wochenlang auf Platz 1 der Bestsellerlisten und erhielt den Premio Tigre Juan für das beste Debüt des Jahres. 

## Veröffentlichungen
- Das Beste, was einem Croissant passieren kann (Lo mejor que le puede pasar a un cruasán). 2001, ISBN 978-3-453-40694-0.
- Im Namen des Schweins (En el nombre del cerdo). 2006, ISBN 978-3-453-81176-8.
- Sakamura, Corrales und die lachenden Leichen  (Sakamura, Corrales y los muertos rientes). 2010, ISBN 978-3-627-00169-8
- Oxford 7 (Oxford 7). 2013, ISBN 978-3-627-00191-9